# Лебкі-Малі
Лебкі-Малі (пол. Łebki Małe) — село в Польщі, у гміні Грабово Кольненського повіту Підляського воєводства.
Населення — 56 осіб (2011).
У 1975-1998 роках село належало до Ломжинського воєводства.

## Демографія
Демографічна структура станом на 31 березня 2011 року:
|          | Загалом | Допрацездатний вік | Працездатний вік | Постпрацездатний вік |
| -------- | ------- | ------------------ | ---------------- | -------------------- |
| Чоловіки | 26      | 4                  | 15               | 7                    |
| Жінки    | 30      | 4                  | 19               | 7                    |
| Разом    | 56      | 8                  | 34               | 14                   |